# Man Yu
Man Yu Fung Li (n. 19 de febrero de 1978, Hong Kong), conocida como Man Yu, es una artista y activista costarricense nacida en Hong Kong. Su campo de especialidad ha sido la pintura, pero además incorpora múltiples medios multidisciplinarios como la instalación, el videoarte y la performance. Parte de su obra se centra en la anatomía humana, las diferentes capas no físicas del ser humano, el humanismo y el respeto por los seres vivos.
Sus obras se encuentran en diversas colecciones de instituciones internacionales, entre los que destacan el Ministerio de Cultura de China, el Correo Postal de China, el Hanwei International Arts Center, la Galería Nacional de Costa Rica, el Aeropuerto Internacional Juan Santamaría, el Banco Nacional de Costa Rica y la Cámara de comercio de Costa Rica.
Paralelo a su desempeño como artista, Man Yu es parte de equipos de rescate en países que sufren de desastres naturales en Centroamérica y Suramérica, y activista contra el calentamiento global y el maltrato animal. Asimismo, es embajadora de marca país Esencial Costa Rica.

## Biografía y carrera artística

### 1978-1987: Primeros años de vida
Man Yu nació la ciudad de Kowloon, Hong Kong, el 19 de febrero de 1978. Es hija de Pik Luen Li Kan y de Tak Fu Fung Ng, quien luchó en la Segunda Guerra Mundial.
A raíz de la experiencia de guerra, el padre de Man Yu decidió abandonar Hong Kong antes de que la ciudad dejara el régimen inglés y volviera al gobierno chino. Así, Tak Fu emigró con su familia en búsqueda de paz a Costa Rica, país sin ejército desde 1949, cuando su presidente Oscar Arias recibió el Premio Nobel de la Paz en 1987. Este aspecto biográfico describe que el contexto migratorio de Man Yu fue muy diferente a la de la mayoría de la población china en Costa Rica, quienes emigraron por razones de estabilidad económica y se establecieron como comerciantes, a diferencia de Man Yu quien se dedicó al arte.

### 1987-1996: El arte desde la infancia y juventud
Estando en San José, Man Yu se enfrentó a un fuerte periodo de bullying originado por sus diferencias físicas y culturales, acentuado a su vez por ser la niña más grande de la generación, ya que, con 8 años, fue matriculada en primer grado de escuela. La artista comenta, en diferentes entrevistas, que además de ser objeto de ridiculización y agresión física por parte de los niños, a las burlas también se sumaban algunos profesores e inclusive el chofer del bus, quien se mofaba junto a los pasajeros, al no deternerse completamente para recogerla en la parada escolar.
Por esta razón, se relata en diferentes entrevistas a la artista que durante los recesos se encerraba en el baño y en las puertas y paredes dibujaba escenas e historias de niños que tenían una vida normal, además de responder a los grafitis de las puertas, con mensajes positivos. Estos incidentes, frecuentes y repetitivos, fueron el motor para que Man Yu, que no hablaba fluidamente español, explorara formas de expresión a través del arte y la escritura.
La mayoría del tiempo dibujaba pero que también experimentaba con otros materiales y, a los 9 años, pintó su primer cuadro al óleo en donde figuraba una piel de humano colgada de un gancho en una pared junto a una cuna vacía. Man Yu estaba representando lo que ella veía de la vida: las personas eran un traje andante que vestían para poder existir, pero su verdadero ser era invisible. Este cuadro, titulado “Traje Humano” fue producto de introspección que la artista hizo al ver el mundo como espectadora, sin poder incorporarse al resto de los niños. Además, como comenta Man Yu en varias entrevistas, a raíz del bajo rendimiento académico, se le castigaba en casa quitándole todos los materiales artísticos, razón por la cual se levantaba por las noches a dibujar en las tablas debajo del colchón de la cama con lápices escondidos.
La mayoría de estos sucesos se dieron durante la primaria en la Escuela Católica Activa, de la cual se graduó de sexto grado. Posterior a ello se incorporó en secundaria en Costa Rica Academy, donde también fue víctima de bullying, pero en menor grado. Cursó allí un par de años y luego fue trasladada al Colegio San Judas Tadeo, por decisión económica de los padres. En el San Judas Tadeo, Man Yu adolescente empezó a rebelarse y defenderse, a tal punto que agredió físicamente a una profesora que la discriminó en clase, lo cual desencadenó su primera expulsión académica. A partir de ese momento, fue expulsada de múltiples colegios privados a raíz de su falta de adaptación social.
Posterior a ello, Man Yu relata en diferentes entrevistas que su familia perdió todos los negocios y propiedades, de manera que fue trasladada al Liceo Nocturno de Costa Rica, donde conoció personas de variada edad, de la calle, maleantes y travestis. Para este tiempo dejó de ser víctima de bullying y encontró amigos en dicho gremio estudiantil. No obstante, no pudo terminar secundaria en el Liceo Nocturno, ya que su rebeldía provocó su expulsión, razón por la cual estuvo entrando y saliendo de diferentes institutos académicos, finalizando el bachillerato por madurez fuera de la academia tradicional.

### 1998-2004: La gestación del arte
Apaciguada ya la rebeldía adolescente, Man Yu ingresó a la Universidad Veritas a la carrera de diseño publicitario. Relata que tenía muy malas calificaciones en las asignaciones relacionadas con administración y contabilidad, no obstante, se resaltan los buenos resultados que obtenía en los cursos artísticos, razón por la cual había elegido la carrera.
Sin embargo, Man Yu no pudo continuar estudiando debido a que en 1999 quedó embarazada a los 21 años, producto de una relación que mantuvo con un joven rebelde conocido de la Calle de la Amargura. Los detalles de este embarazo fueron relevantes para el desarrollo de la carrera artística de Man Yu, ya que el apego por su futuro hijo, fue lo que la llevaría a acercarse nuevamente a las artes.
Al enterarse del embarazo, su padre conservador chino, los obligó a vivir juntos y al joven a buscar trabajo. Esta situación fue insostenible por la inmadurez de ambos quienes no se encontraban listos para asumir una vida con responsabilidades de adulto, especialmente por la falta de preparación académica y profesional del joven. A raíz de ello, sumado a la inestabilidad emocional de la relación, rompieron y la madre de Man Yu, decidió enviarla a vivir a Estados Unidos con su hermana mayor, dado que el embarazo de madre soltera le generaba muy mala reputación a la familia dentro de la comunidad china.
Así, Man Yu vivió la mayor parte y la parte final de su embarazo en Estados Unidos, primero en casa de su hermana, que tuvo que abandonar por amenazas de muerte de su cuñado. Posteriormente en casa del gurú Mohan Singh, que solía ser su amigo desde la infancia hasta que, en ese periodo, en lugar de ayudarla, decidió secuestrarla. Después de lograr escapar de su secuestrador, vivió en la calle en Miami un par de meses, finalmente, después de tener un acontecimiento con Elizabeth Taylor y tener la oportunidad a través de ella de poder acceder a una computadora con internet y teléfono, regresó a Costa Rica gracias al apoyo de un desconocido que atendió su llamada en el call center de LACSA.
Al regreso a Costa Rica, Man Yu sufrió un atropello a pocos días antes de tener a su bebé, justo a la salida de una cita de control prenatal. El suceso ocurrió en las afueras de Bansbach en San José Centro, cuando una camioneta negra conducida por una persona ebria, se saltó el semáforo en rojo y se subió a la acerca, arremetiendo contra Man Yu. Man Yu murió por unos minutos pero no le sucedió nada al bebé, aunque las atenciones médicas fueron negligentes. Este suceso acabó en un juicio sin éxito.
Como consecuencia del accidente, Man Yu tuvo a su bebé 2 días después a través de cesárea. Así, el 1 de febrero del 2000 nació David, su hijo mayor. La relación de Man Yu y el arte tienen raíces en estos sucesos vividos durante el embarazo que estrecharon mucho su relación con su hijo. Cuando éste estaba en primaria, Man Yu insistía en repetidas ocasiones a los profesores que él estaba siendo víctima de bullying, pero la directora de la escuela le mostró personalmente que no era verdad, a partir de lo cual la refirió a la psicóloga de la escuela.
A partir de los consejos de la psicóloga, Man Yu retomó el arte que había dejado de lado durante todo su proceso de embarazo, secuestro, indigencia y atropello. La psicóloga le recomendó a Nelly Eyo, artista argentina, con quien Man Yu inició a formalizar sus estudios independientes en pintura, específicamente tiza pastel y figura humana. Estudió con Nelly por varios años y con ella conoció otros maestros con quienes también aprendió de manera independiente, entre ellos Julio Escámez. Fue discípula de Julio durante varios años aprendiendo sobre la pintura al óleo de manera inmersiva en su taller.

### 2004-2010:Mujeres del Oriente
Para el 2005, Man Yu había terminado su primera colección de obras, titulada “Mujeres del Oriente” con 10 obras de formato grande en tiza pastel que hacían referencia al simbolismo, colorido y misticismo de la cultura asiática y, en específico, de la ejemplificación de sus mujeres. Además de abordarse lo estético desde el figurativismo, se abordan conceptos como la maternidad, la nostalgia, el matrimonio y la mujer en general. Las serie compila geishas japonesas y óperas chinas con el fin explícito de Man Yu de reflexionar que pese a la insistencia de los pueblos japoneses y chinos en diferenciarse y no ser confundidos, la esencia de la feminidad en sus tradiciones y estéticas alegóricas son similares y proyectadas a occidente donde se reciben con una misma percepción cultural.
Esta colección se exhibió por primera vez en el 2016 como una exposición individual en la Galería 1887 del Centro Nacional de la Cultura en Costa Rica, curada por Adriana Collado. Esta fue la primera experiencia expositiva de Man Yu, de la cual se relata que, a raíz de la inexperiencia y desconocimiento del contexto y dinámicas de la escena artística, inauguró la exposición como una fiesta china con comida, danza del León, tamales chinos, arroz cantonés y más de lo que se acostumbraba en las exposiciones regulares del momento.
La mayoría de las obras de esta colección fueron vendidas después de exponerse en diferentes lugares del contexto nacional, especialmente en conmemoración de efemérides chinas y exposiciones del Instituto Confucio en Costa Rica.

### 2010-2019: el ProyectoTraje Humano
Posterior y simultáneamente, Man Yu estuvo trabajando en obras independientes, en su mayoría figurativas y realistas, en tiza pastel, acrílico, óleo y acuarela, enfocadas en el retrato, la anatomía humana, el humanismo y la espiritualidad, de lo cual surgieron otras obras de carácter social y feminista inclusive.
En diferentes entrevistas se relata que una tarde mientras su madre revisaba bodegas para despejarlas, encontró el cuadro que Man Yu había pintado de niña, donde figuraba una piel de humano colgada de un gancho en una pared junto a una cuna vacía. Antes de desecharlo como basura, se lo mostró a Man Yu para que decidiera qué hacer con él. En ese momento, Man Yu consideró que este cuadro le había ayudado a sobrellevar y sobrevivir emocionalmente las situaciones de bullying haciéndole entender, desde los 9 años, que el cuerpo que tenía era solamente la capa física de su existencia. A partir de ello, decidió iniciar una nueva serie de obras, Traje Humano, que desarrollara el tema desde más perspectivas, ahora que su técnica artística ya se había profesionalizado. En estas entrevistas varias la artista comenta que al reencontrarse con la pintura decidió crear una serie de grandes formatos que tuviera un aporte sanador a la sociedad, por lo que procuró que la serie Traje Humano, fuera un "viaje lleno de experiencias subjetivas y surrealistas, que recorriera temas desde lo más superficial, como la belleza física, hasta lo más profundo, adentrando en temas de la esencia y propósito humano" comenta Man Yu. “TH, Traje Humano es la dualidad de lo tangible y lo intangible, lo visible y lo invisible, lo físico y lo inmaterial del ser humano”, hace explícito Man Yu en múltiples entrevistas.
Muchas obras de la serie utilizaron los mismos elementos de la primera obra Traje Humano que Man Yu pintó de niña. Todo a color, representa el plano físico, lo tangible, como objetos, o como nuestro efímero cuerpo humano. El gancho de ropa es metáfora del tiempo efímero que sostiene la vida física. Man Yu también agregó otros nuevos símbolos que no se encuentran en ese cuadro, como cuerpos en tonos acromáticos, que representan los cuerpos metafísicos, el verdadero "yo”; hilos rojos, que representan la sangre que hacen funcionar la mecánica del "traje"; y agujas que remiendan la vida del "traje humano" a través del dolor. Por otra parte, instalaciones  no-pictóricas como el cuaderno, el espejo y los pupitres, son obras que enmarcan al espectador dentro de la realidad del artista y conceptualizan el mensaje expuesto en las obras.
A esta colección pictórica constituida por 28 obras pintadas entre el 2013 y el 2019 se sumaron la obra original de 1987, dos instalaciones y varias colaboraciones artísticas multidisciplinarias que involucraron video, performance, diseño de modas, videomapping y happening con 33 artistas más, a través de los cuales se explica Traje Humano desde una óptica diferente, para tener más cercanía con aquellos públicos con afinidades artísticas distintas.
De esta manera, artistas invitados como Diego Esquivel, con su pieza de videomapping, reinterpreta Traje Humano sobre la obra “El traje perfecto”; Helen Núñez y Julián García trabajan en videoarte junto con Man Yu conceptos sociales a los que los humanos están atados y condicionados a partir del traje que les tocó; Vernny Argüello desarrolla audiovisualmente un guion de Man Yu que profundizan en las capas virtuales que se posicionan por encima del traje humano; así como Cristian Esquivel, Estefanía Madrigal y bailarinas de Niaballet interpretan la pesadez de la piel y la existencia física a través del performance.
Asimismo, los músicos Ronald Bustamante, Juan Dahik, Leonardo Gell, Marcela Membreño y David Castillo, realizan presentaciones como artistas invitados en diferentes activaciones del proyecto, junto con la actuación y canto de Laura Barquero. Y aparte, Zoë June Zeegelar, Rogelio Fernández, David Castillo, Andrea Rojas, Alejandro Peinador, Alana Peinador y Abbie Chang colaboran con sus interpretaciones frente a la cámara de los videoartes.
Como parte de la exploración multidisciplinaria y de trabajo colaborativo entre artistas de diferentes gremios, 11 diseñadoras de modas de la Universidad Creativa (Laura Vargas Tuk, Pamela Vargas, Joselyn Lam, Kendry Guido, Maureen Berrocal, Tatiana Marín, Yorleny Artavia, Jimena Sanz, Gimena Ramírez, Cristi Blanco y Sheyla Palma), bajo la dirección de Rob Chamaeleo y el punto de partida de Man Yu, crearon 40 piezas de vestimenta para reforzar el mensaje del Traje Humano.
También, se tuvo la participación de Ángel Lara, con escultura; Juan José Durán, con ilustración de modas; Alejandro Rambar, con diseño en papel; Andrés Valverde, con fotografía; para que se incorporaran al proyecto Traje Humano con una propuesta artística que abordara el tema de los Trajines de vida que se arrastran con el Traje Humano. Los aportes de estos artistas apuntaron a que el mensaje se profundizara desde otros puntos de vista, otras ideologías y otras técnicas artísticas, y se amplíe por medio de la complementación de la obra pictórica de Man Yu, y forman parte oficial del proyecto expositivo itinerante junto con la colección de 29 pinturas al óleo.
Así, declarado de interés cultural nacional por parte de la ministra de Cultura Sylvie Durán y el presidente de la República Carlos Alvarado, Traje Humano activó con sus obras Galería Nacional de Costa Rica, el Museo Municipal de Cartago, el Centro de las Artes del Instituto Tecnológico de Costa Rica, el Centro Cultural de España, el Beijing World Art Museum, el Museo de las Mujeres de Costa Rica y la Plaza Skawak entre octubre de 2018 hasta agosto de 2019.
La última obra del circuito Traje Humano, ejecutada el 30 de agosto de 2019, tuvo especial notoriedad por parte de los medios de comunicación. Se trató del performance/happening artístico “No Soy Este Traje” en el que alrededor de 100 personas desnudas interpretaron los estigmas y condicionamientos sociales de los trajines que cada persona vive con sus trajes humanos. El performance fue el primer desnudo artístico público masivo de la región centroamericana. Con el happening, la artista intervino el espacio público con un performance/happening en referencia también a Traje Humano. Man Yu reclutó 100 participantes de todo tipo para que el evento fuera colectivo, participativo, inclusivo e intuitivo. “No Soy Este Traje” siguió la misma línea estética de la serie pero haciendo énfasis en permitir a los participantes proyectarse en las diversas razones físicas, sociales, psicológicas, emocionales o espirituales que los motivaron a incorporarse en la propuesta artística.
Artistas invitados que fueron parte de la activación artística y también del Circuito completo de Traje Humano complementaron la obra con su interpretación: El músico detrás del Theremin, Ronald Bustamante como Antisentido; y el actor detrás de EVO, Cristian Esquivel.
Asimismo, los videoartes del proyecto participaron en el European International Film Festival celebrado en Rusia, en el cual, uno de ellos, trabajado en colaboración junto con Helen Núñez y Julián R. García, ganó el premio al mejor cortometraje.
Según relata la revista artística latinoamericana Hypermedia Magazine el proyecto Traje Humano llamó la atención de la escena artística costarricense y centroamericana no solamente por ser la primera vez que se incorporaron tantos artistas a ampliar la obra de una sola artista viva y por realizar el primer desnudo masivo público en la región, sino también porque sentó un precedente en la gestión cultural de la región al involucrar también por primera vez una amplia cartera de colaboradores públicos, privados e independientes que apoyaron un proyecto de exposición pública social y humanista desde el arte.

## Premios y exposiciones destacadas
Man Yu ha obtenido diversos reconocimientos por sus obras, como el premio al mejor cortometraje en el European International Film Festival y la declaratoria de interés cultural nacional por parte del Gobierno costarricense, así como premios en el Show Art de la Asociación Italiana de Artistas en Buenos Aires, el Salón de Invierno de la Galería ESART de Barcelona y en el Instituto de Investigaciones Históricas Museo Roca. Asimismo, representó a Costa Rica en la primera Bienal del Metaverso 2022 organizada desde Dubái, en el Festival de Videortistas Chinas en Cuernavaca México 2022, en Museari Queer Art en Valencia 2022 y 2021, el Festival Internacional de Videoarte de Camagüey 2021, en el Festival de Arte Latinoamericano Beijing 2019, en la emisión de sobres conmemorativos del Correo Postal de China del 2019, la Bienal Internacional de Arte de Beijing 2017, y en el Museo La Neomudéjar en Madrid 2021 con su más reciente exposición individual. Es parte de la cartografía de performance “Centroamérica en Acción” publicada por el Museo de Arte y Diseño Contemporáneo y apoyada por la Fundación Jumex Arte Contemporáneo.
Asimismo, en el 2021 fue declarada oficialmente Embajadora de la marca país Esencial Costa Rica.
| Año       | Premios |
| --------- | --- |
| 2019      | Premio al mejor cortometraje, con N° 77873B, European International Film Festival, Moscú, RUSIA Obra seleccionada para el Sello Conmemorativo de Aniversario de las Relaciones Diplomáticas entre China y Costa Rica, Correo Postal de China, Beijing, CHINA Artista en residencia, 6.º Festival de Arte Latinoamericano y del Caribe, del Programa del Ministerio de Cultura de China en Hanwei International Art Center, Beijing, CHINA. |
| 2018-hoy  | Vicepresidente del Consejo de Exposiciones Temporales del Museo Histórico Juan Santamaría, COSTA RICA |
| 2016      | Ganadora del V Arte Mujer del PDME de la Cámara del Comercio, COSTA RICA |
| 2015-2018 | Miembro del Consejo de Exposiciones Temporales del Museo Histórico Juan Santamaría, COSTA RICA |
| 2009      | Mención de honor en “Solitude”, Concurso Internacional de Arte de A Singular Creation International Mención de honor en Instituto de Investigaciones Históricas Museo Rocca, Buenos Aires, ARGENTINA |
| 2008      | Mención de honor en “IX Salón de Invierno De Barcelona”, Galería ESART, Barcelona, ESPAÑA |
| 2007      | Mención de honor en “Show Art Asociación Italiana BSAS”, Ciudad Autónoma Buenos Aires, ARGENTINA |

| Año  | Muestras individuales |
| ---- | --- |
| 2021 | Serie “Traje Humano”, Museo La Neomudéjar, Madrid, ESPAÑA Proyección del Video “Ilusión: Construcción Sonora”, Cinépolis, San José, COSTA RICA |
| 2020 | Proyección del Video “Ilusión: Construcción Sonora”, Cine Magaly, San José, COSTA RICA |
| 2019 | Happening/Performance "No soy este traje", Plaza Skawak, San José, COSTA RICA Serie “Traje Humano”, Museo de las Mujeres, San José, INTERNACIONAL Serie “Traje Humano”, Museo de Arte Mundial de Beijing, Beijing, CHINA Serie “Traje Humano”, Centro de las Artes TEC, Cartago, COSTA RICA Serie “Traje Humano”, Museo Municipal de Cartago, Cartago, COSTA RICA |
| 2018 | Serie “Traje Humano”, Galería Nacional, San José, COSTA RICA |
| 2017 | Proyección del video “Humano: Man Yu”, Cine Magaly, San José, COSTA RICA |
| 2016 | Proyección del video “Traje Humano”, Universidad de COSTA RICA, San José, COSTA RICA. Retrospectiva “10 Años Man Yu”, Aeropuerto Juan Santamaría, Alajuela, COSTA RICA |
| 2015 | Proyección del video "Traje Humano", Teatro La Fortina, Heredia, COSTA RICA. Serie “Mujeres del Oriente”, Instituto Confucio, Universidad de COSTA RICA, San José, COSTA RICA |
| 2013 | Serie “Traje Humano 1”, Museo Histórico Cultural Juan Santamaría, Alajuela, COSTA RICA |
| 2008 | Serie “Visiones del Ayer”, Casa de la Cultura Alfredo González Flores, Heredia, COSTA RICA |
| 2006 | Serie “Mujeres Del Oriente”, Centro de Artes Promenade, San José, COSTA RICA Serie “Mujeres Del Oriente”, Centro Nacional de la Cultura, CENAC, San José, COSTA RICA |

| Año  | Muestras grupales |
| ---- | --- |
| 2022 | “Museari Queer Art 6”, Museo de Bellas Artes de Xàtiva, Valencia, ESPAÑA III Festival Internacional de Videoartistas Chinas, Cine Morelos, Festival Verde Violeta, Cuernavaca, MÉXICO “Bienal del Metaverso”, Biennale.io y C2 Communications, Dubái, EMIRATOS ÁRABES UNIDOS, VIRTUAL. “Surveillance Society: A State of Control”, Millepiani Art Exhibition Space, Roma, ITALIA. “Empoderadas: Ópticas Feministas en la Costa Rica Contemporánea”. Galería Nacional - Museo La Neomudéjar, San José, COSTA RICA. "Artivism", Occupy #3. Consulado General de Grecia y Consulado General de Francia, Nueva York, ESTADOS UNIDOS                                                                      |
| 2021 | “Sharing the beauty”, Exposición retrospectiva del Intercambio Artístico entre China, Latinoamérica y el Caribe, Museo de Arte Mundial de Beijing y el PKU Art Center, Beijing. CHINA IX Festival Internacional de Videoarte de Camagüey, Circuito para la Exhibición, el Desarrollo y la Investigación de los Nuevos Medios, Camagüey, CUBA “Museari Queer Art 5”, Museari Museu de l’Imaginari, Universidad de Valencia, ESPAÑA V Festival Internacional de Performance “Forma y Sustancia”, Red de Arte del Centro de América, INTERNACIONAL III Festival Internacional de Videoartistas Chinas, Museo de la Ciudad de Querétaro, Querétaro; Centro Estatal de las Artes, Baja California, MÉXICO |
| 2020 | "Coordenadas Gráficas: Cuarenta historietas de autoras de España, Argentina, Chile y Costa Rica", Centros Culturales de España en Córdoba, Chile y Costa Rica, INTERNACIONAL. I Festival Iberoamericano de Videoarte y Animación "Cero Violencia Contra las Mujeres", Museo de las Mujeres, COSTA RICA. "Memoria de las que quedan y las que nos faltan", Centro de Investigación de Estudios sobre la Mujer, Universidad de Costa Rica, San José, COSTA RICA. "#elartenosalva", Museo La Neomudéjar, Madrid, ESPAÑA. “Fragmentos de la Diáspora”, Asamblea Legislativa, San José, COSTA RICA. |
| 2019 | “Sharing the Beauty”, Hanwei International Art Center, Beijing, CHINA. “Trajines”, Centro Cultural de España, San José, COSTA RICA. |
| 2018 | II Edición “Festival Internacional de Videoartistas Chinas”, Universidad Veritas, San José, COSTA RICA. VALOARTE Project: “Teológica”, Museo Municipal de Cartago, Cartago, COSTA RICA. |
| 2017 | VII Edición “Bienal de Arte de Beijing”, Museo Nacional de Arte de CHINA, Beijing, CHINA. XX Edición “Bienal de Pintura Marco Aurelio Aguilar”, Museo Municipal de Cartago, Cartago, COSTA RICA. |
| 2015 | II Edición “Acuerdo en Desacuerdo”, Galería Nacional, San José, COSTA RICA V Edición “Placerótico”, Fundación de Cultura, Difusión y estudios Brasileños, San José, COSTA RICA “The Miami Art Expo”, Nina Torres, Fine Art Gallery, Miami, ESTADOS UNIDOS |
| 2014 | “I Bienal de Taza”, Taza, MARRUECOS |
| 2013 | “Contemporary International Artists of The Museum of The Americas”, Carrousel du Louvre, París, FRANCIA “Memoria Pertinente”, Embajada de Costa Rica en La República de Nicaragua, NICARAGUA “Mujer Brasil”, Fundación de Cultura Difusión y Estudios Brasileños, San José, COSTA RICA “Ventana Plástica”, Museo Histórico Cultural Juan Santamaría, Alajuela, COSTA RICA |
| 2012 | “Expoarte”, Centro Cultural e Histórico José Figueres Ferrer, San Ramón, COSTA RICA |
| 2010 | “Festival Internacional de la Cultura China”, Galería Sophia Wanamaker, San José, COSTA RICA. |
| 2009 | “II Bienal de Pintura y Escultura”, Galería Nacional, San José, COSTA RICA Instituto de Investigaciones Históricas Museo Rocca, Buenos Aires, ARGENTINA |
| 2008 | “IX Salón de Invierno de Barcelona”, Galería ESART, Barcelona, ESPAÑA |
| 2007 | V Edición “Valoarte”, Galería Nacional, San José, COSTA RICA “Show Art Asociación Italiana BSAS”, Buenos Aires, ARGENTINA “Artexpo International Artfair”, Las Vegas, ESTADOS UNIDOS |

## Colecciones permanentes donde se encuentran sus obras
- Ministerio de Cultura de China, CHINA
- Correo Postal de China, CHINA
- Hanwei International Arts Center, CHINA
- Galería Nacional de Costa Rica, COSTA RICA
- Aeropuerto Juan Santamaría, COSTA RICA
- Banco Nacional de Costa Rica, COSTA RICA
- Cámara del Comercio de Costa Rica, COSTA RICA

## Presencia en libros de arte
- "Performance Centroamericano”, Museo de Arte y Diseño Contemporáneo, COSTA RICA
- “Coordenadas gráficas: Cuarenta historietas de autoras de España, Argentina, Chile y Costa Rica”, Agencia Española de Cooperación Internacional para el Desarrollo, ESPAÑA.
- “La Ruta de Seda y las Civilizaciones del Mundo: El álbum de la 7ma Bienal Internacional de Arte de Beijing”, Asociación de Artistas de China, CHINA
- “¿Cómo está el arroz en el mercado costarricense de arte pictórico?”, Global Metro Art, COSTA RICA